# Sportvagns-VM 1986
Sportvagns-VM 1986 kördes över totalt 9 omgångar.

## Delsegrare
| Bana                 | Vinnare                          | Märke           |
| -------------------- | -------------------------------- | --------------- |
| Monza 1000 km        | Derek Bell Hans Joachim Stuck    | Porsche         |
| Silverstone 1000 km  | Eddie Cheever Derek Warwick      | Jaguar          |
| Le Mans              | Derek Bell Hans Joachim Stuck    | Porsche         |
| Norisring 100 miles  | Klaus Ludwig                     | Porsche         |
| Brands Hatch 1000 km | Bob Wollek Mauro Baldi           | Porsche         |
| Jerez 360 km         | Oscar Larrauri Jésus Pareja      | Porsche         |
| Nürburgring 1000 km  | Mike Thackwell Henri Pescarolo   | Sauber-Mercedes |
| Spa 1000 km          | Thierry Boutsen Frank Jelinski   | Porsche         |
| Fuji 1000 km         | Paolo Barilla Piercarlo Ghinzani | Porsche         |

## Förar-VM
| Plats | Förare             | Poäng |
| ----- | ------------------ | ----- |
| 1     | Derek Bell         | 82    |
| 2     | Hans-Joachim Stuck | 82    |
| 3     | Derek Warwick      | 81    |
| 4     | Frank Jelinski     | 74    |
| 5     | Eddie Cheever      | 61    |

## Team-VM
| Plats | Team                    | Märke   | Poäng |
| ----- | ----------------------- | ------- | ----- |
| 1     | Brun Motorsport         | Porsche | 52    |
| 2     | Joest Racing            | Porsche | 48    |
| 3=    | TWR Silk Cut            | Jaguar  | 47    |
| 3=    | Rothmans                | Porsche | 47    |
| 5     | John Fitzpatrick Racing | Porsche | 30    |